# Acanthodes
Acanthodes (от латински бодлива база) е изчезнал род от клас бодливи акули (Acanthodii). Техни фосили са открити в Европа, Северна Америка и Австралия.
В сравнение с другите бодливи акули, Acanthodes са сравнително големи, дълги 30 сантиметра. Родът не е имал зъби. Поради това, се предполага, че са се хранили чрез филтриране на планктон от водата. Установено е, че имат само една двойка черепните кости; покрити са с люспи, които са с кубична форма.
Също така имат по-малки шипове, отколкото много от родствениците си. Всяка от двойните гръдни и тазови перки са имали шип, както и единичните анални и гръбни перки или общо само в шест, по-малко от половината от тази на много други видове.
Acanthodians са все още предмет на голям научен спор относно класификация им. Това се дължи на факта, че те споделят характеристики както на костни риби, (osteichthyes), както и на хрущялни риби (chondrichthyes). Едно скорошно проучване предполага, че Acanthodes може да е бил ранен общ прародител към всички челюстни (gnathostomata) включително хората.
Acanthodes идва от името Acanthodii, който е произлиза от гръцката дума за гръбначния стълб. Най-старият известен Acanthodian процъфтява по време на късния ордовик. Те властват по време на периода девон, но измират в края на перм.